# Анна и Элизабет
«Анна и Элизабет» (нем. Anna und Elisabeth) — германская драма 1933 года режиссёра Франка Висбара.

## Сюжет
Элизабет, живущую в поместье вместе с сестрой, врачи приговорили к пожизненному пребыванию в инвалидной коляске из-за паралича ног, что явилось для неё страшным ударом. В это же время в поселке рядом с поместьем у девушки Анны тяжело болеет брат. Анна страстно молится, прося выздоровления для брата. Он возвращается к жизни, хотя все уже считали его умершим, и жители начинают считать Анну целительницей. Она отвергает эти предположения, но к дому её родителей стекаются всё новые и новые люди. Элизабет, узнав об этом случае, просит своего друга Матиаса привести к ней Анну, чтобы она её вылечила. Матиас не верит в чудеса, но соглашается выполнить просьбу, в надежде, что это хоть немного облегчит душевные муки Элизабет.
Когда Анна встречается с Элизабет, та молит её об излечении. Но Анна не умеет и не хочет никого исцелять. Одержимая последней надеждой на спасение, Элизабет бросается вслед за убегающей Анной — и встаёт с инвалидной коляски. Её выздоровление окончательно укрепляет за Анной славу целительницы. На Элизабет, снова могущую ходить, сбегается посмотреть весь поселок. Элизабет предлагает Анне остаться жить в её доме, она уверовала, что Анна способна исцелить весь мир. Сама Анна уже не знает, чему верить.
Поселковый пастор пытается противостоять нарастающей вере в чудеса, но у него ничего не выходит. Епископ присылает в поселок двух представителей. Элизабет готова продемонстрировать способности Анны всем. Она договаривается с пастором о публичной демонстрации «чудес» Анны. В назначенный день к церкви стекается народ. В это время становится плохо Матиусу, страдающему туберкулёзом. Элизабет просит Анну помочь ему. Но Матиас умирает. Мир Элизабет рушится. Анна убегает в поселок и просит своего друга Мартина избавить её от всего случившегося. Элизабет находит её и в полувменяемом состоянии призывает пойти на собрание. Анна отказывается. Элизабет бросается со скалы в море.

## Актерский состав
| В ролях           |  | Персонаж                            |
| ----------------- |  | ----------------------------------- |
| Герта Тиле        |  | Анна, девушка из поселка            |
| Дороти Вик        |  | Элизабет, хозяйка поместья Салис    |
| Матиас Виман      |  | Матиас Теста, друг Элизабет         |
| Мария Ванк        |  | Маргарет, сестра Элизабет           |
| Карл Балхаус      |  | Мартин, друг Анны                   |
| Вилли Кайзер-Гейл |  | пастор                              |
| Рома Бан          |  | Мэри Лейн, журналистка из Нью-Йорка |
| Дороти Тисс       |  | мать Анны                           |
| Карл Вери         |  | отец Анны                           |
| Карл Платен       |  | поселковый доктор                   |
| Сибил Смолова     |  | Шифгалс                             |

## Эхо «Девушек в униформе»
Снятый через два года после «Девушек в униформе», фильм «Анна и Элизабет» хотя и не повторяет их сюжета, тем не менее задействует тех же актрис на главные роли и делает отношения между героинями основной темой. Но теперь задачей было показать, что отношения эти «больны» по своей сути.
Параллели с «Девушками» заключаются не только в выборе тех же самых актрис и в повторении имени героини Дороти Вик (в «Девушках» её персонажа также звали Элизабет). Финал картины, когда Анна интуитивно предчувствует самоубийство Элизабет, напрямую отсылает к финалу фильма 1931 года, где фройляйн фон Бернбург внезапно прерывает разговор с директисой и бросается в коридор, ощущая, что с Мануэлой может случиться беда. Но если Мануэлу удаётся спасти, то в «Анне и Элизабет» героине суждено умереть. Смерть в конце может рассматриваться как освобождение Элизабет от собственного лесбианизма и освобождение Анны от власти Элизабет.
Если «Девушки» символизировали борьбу с авторитаризмом и могли рассматриваться как провозглашение свободы для гомосексуализма, то символизм «Анны и Элизабет» в показе гомофобии связывает последнюю с нацистской идеологией. Мартин, к которому прибегает Анна за помощью, — добропорядочный и уверенный в себе ариец, противопоставленный как немощной Элизабет, так и её больному туберкулёзом другу Матиасу. С этой точки зрения самоубийство Элизабет может пониматься как отзвук евгенических идей нацизма: инвалиды должны удаляться из общества, насильственно или же по собственной воле.
Зловещая и истероидная атмосфера фильма будто призвана «задавить» то эмоциональное раскрепощение, что провозглосили «Девушки в униформе». Однако чувства главных героинь оказалось невозможным скрыть. Между девушками действительно существует глубокая эмоциональная связь: именно она ввергла Анну в сильнейшие переживания, когда она интуитивно почувствовала желание Элизабет покончить с собой. Ночь перед проверкой способностей Анны девушки проводят вместе. Эта ночь, не показанная на самом деле, обрамлена крупными планами лиц героинь: вечерним, когда Элизабет смотрит сверху вниз на своего идола, и утренним, когда Анна готова подчиниться желаниям Элизабет и пойти исцелять. Эротичность данного момента словно противостоит всему предшествующему повествованию и заставляет предположить глубочайшую преданность там, где раньше виделось лишь порабощение.
Предназначенный погасить ту эмоциональную свободу, что провозглашали «Девушки в униформе», фильм «Анна и Элибет» лишь подчеркнул её. Напряжение, которое возникало от просвечивающего лесбийского контекста фильма с одновременной попыткой его отрицания, настолько явственно заявляло о непосредственном существовании и силе лесбийских чувств, что фильм был запрещен уже через две недели после выхода.